# Lobo Carrasco
Francisco José Carrasco Hidalgo, detto Lobo (Alcoy, 6 marzo 1959), è un allenatore di calcio ed ex calciatore spagnolo, di ruolo attaccante.

## Carriera

### Club
Cresciuto nella cantera del Barcellona, era in campo nella finale di Coppa delle Coppe 1978-1979 vinta contro il Fortuna Düsseldorf (4-3). Perse invece la finale di Coppa dei Campioni 1985-1986 contro la Steaua Bucarest. Nel 1989 si trasferì al Sochaux, dove giocò fino al 1992, per poi concludere la sua carriera al Figueres.
È l'unico calciatore ad essersi aggiudicato tre edizioni della Coppa delle Coppe (1978-1979, 1981-1982, 1988-1989).

### Nazionale
Con la Spagna andò a segno 5 volte in 35 presenze. Partecipò agli Europei di calcio di Italia 1980 e Francia 1984, e fu nella rosa spagnola presente al campionato del mondo 1986.

### Allenatore
Appese le scarpette al chiodo, allenò il Malaga B nella stagione 2005-2006, mentre dal 2007 al 2008 ha allenato il Real Oviedo.

## Palmarès

### Giocatore

#### Competizioni nazionali
- Coppa di Spagna: 3

Barcellona 1980-1981, 1982-1983, 1987-1988
- Coppa della Liga: 2

Barcellona: 1982-1983, 1985-1986
- Supercoppa di Spagna: 1

Barcellona: 1983
- Campionato spagnolo: 1

Barcellona: 1984-1985

#### Competizioni internazionali
- Coppa delle Coppe: 3  (record)

Barcellona: 1978-1979, 1981-1982, 1988-1989